# Mniobryum linderi
Mniobryum linderi är en bladmossart som beskrevs av Thériot 1932. Mniobryum linderi ingår i släktet Mniobryum och familjen Bryaceae. Inga underarter finns listade i Catalogue of Life.